# آلما مایکیال
آلما مایکیال (۲۲ فروردین ۱۳۱۱ – ۱۸ اسفند ۱۴۰۰)، شاعر ارمنی‌تبار از مادری روس بود. آلما همسر هوشنگ ابتهاج بود.

## زندگی
آلما در بندر انزلی زاده شد و در رشت و اصفهان و تهران بزرگ شد و تحصیل کرد.
پدرش، آرام، از ارمنیان رشت و مادرش، واروارا پتروونا روس بود. او جز برادری ناتنی، یک خواهر بزرگ‌تر با نام ایرما (زاده ۱۳۰۷) داشت.
او در سال ۱۳۳۲ با همسرش، هوشنگ ابتهاج آشنا شد و با او زندگی می‌کرد. آن‌ها در ۱۳۳۷ با یکدیگر ازدواج کردند. او از این ازدواج چهار فرزند به دنیا آورد: یلدا (زاده ۱۳۳۸)، کیوان (زاده ۱۳۳۹)، آسیا (زاده ۱۳۴۰) و کاوه (زاده ۱۳۴۱).
وی در سال ۱۳۶۶ همراه خانواده خود به آلمان مهاجرت کرد و تا پایان عمر به ایران سفر می‌کرد.
آرام مایکیال، حسابدار شرکت کام‌ساکس، پیمانکار طرح احداث خط راه‌آهن سراسری بود و ناگزیر به سفرهای گوناگون می‌رفت. واروارا برای همراهی با همسرش، دو دخترشان را چند سالی به مدرسه شبانه‌روزی کاتولیک‌های اصفهان سپرد…
پس از چند سال خانواده مایکیال به تهران رفت و آلما توانست از دبیرستان نوربخش مدرک دیپلم بگیرد. سایه هنگام تحصیل در دبیرستان تمدن، آلما را در ۱۴ سالگی به‌عنوان دوستِ یکی از همشاگردی‌هایش دیده بود اما از سال ۱۳۳۲ با او آشنایی نزدیک یافت و سرانجام پس از پنج سال، با وی پیمان زناشویی بست.»
یلدا ابتهاج، دختر هوشنگ ابتهاج و آلما مایکیال، با انتشار عکسی از مادرش در صفحه اینستاگرامِ خود نوشت: «مادرم برای بهارِ در راه صبر نکرد و رفت…»